# Condado de Douglas (Oregón)
El condado de Douglas es uno de los 36 condados del estado de Oregón, Estados Unidos. La sede del condado es Roseburg, al igual que su mayor ciudad. El condado tiene un área de 13.297 km² (de los cuales 252 km² están cubiertos por agua) y una población de 100.399 habitantes, y una densidad de población es de 8 hab/km² (según censo nacional de 2000). Este condado fue fundado en 1860.

## Geografía

### Condados adyacentes
- Condado de Lane - (norte)
- Condado de Klamath - (este)
- Condado de Jackson - (sur)
- Condado de Josephine - (sur)
- Condado de Curry - (suroeste)
- Condado de Coos - (oeste)

## Demografía
Para el censo de 2000, había 100.399 personas, 39.821 cabezas de familia, y 28.233 familias residiendo en el condado. La densidad de población era de 20 habitantes por milla cuadrada.
La composición racial del condado era:
- 93,86% blancos
- 0,18% negros o negros americanos
- 1,52% nativos americanos
- 0,63% asiáticos
- 0,09% isleños
- 1,02% otras razas
- 2,70% de dos o más razas.

Había 39.821 cabezas de familia, de las cuales el 29,10% tenían menores de 18 años viviendo con ellas, el 57,20% eran parejas casadas viviendo juntas, el 9,60% eran mujeres cabeza de familia monoparental (sin cónyuge), y 29,10% no eran familias.
El tamaño promedio de una familia era de 2,90 miembros.
En el condado el 24,00% de la población tenía menos de 18 años, el 7,50% tenía de 18 a 24 años, el 24,20% tenía de 25 a 44, el 26,40% de 45 a 64, y el 17,80% eran mayores de 65 años. La edad promedio era de 41 años. Por cada 100 mujeres había 96,80 hombres. Por cada 100 mujeres mayores de 18 años había 94,20 hombres.

## Economía
Los ingresos medios de una cabeza de familia del condado eran de USD$33.223 y el ingreso medio familiar era de $39.364. Los hombres tenían unos ingresos medios de $32.512 frente a $22.349 de las mujeres. El ingreso per cápita del condado era de $16.581. El 9,60% de las familias y el 13,10% de la población estaban debajo de la línea de pobreza. Del total de gente en esta situación, 16,60% tenían menos de 18 y el 9,20% tenían 65 años o más.

## Localidades

### Ciudades
| - Canyonville - Drain - Elkton - Glendale | - Myrtle Creek - Oakland - Reedsport - Riddle | - Roseburg - Sutherlin - Winston - Yoncalla |

### Lugares designados por el censo y áreas no incorporadas
| - Anlauf - Ash - Azalea - Camas Valley - Clearwater - Cleveland - Curtin | - Days Creek - Diamond Lake - Dillard - Drew - Dry Creek - Edenbower - Elkhead | - Gardiner - Glide - Green - Idleyld Park - Lookingglass - Milo - Nonpareil | - Peel - Rice Hill - Roseburg North - Round Prairie - Scottsburg - Shady - Steamboat | - Sulphur Springs - Tenmile - Tiller - Toketee - Tri-City - Tyee - Umpqua | - Wilbur - Winchester - Winchester Bay |